# Lac Mattamuskeet
Le lac Mattamuskeet est le plus grand lac naturel de Caroline du Nord. Il constitue une grande partie du refuge faunique national de Mattamuskeet (en) créé en 1934.